# Séricite

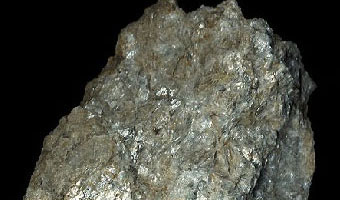
Paillettes de séricite.

La séricite (du latin sericum, « soie ») est une variété de mica blanc à grain très fin qui prend la forme de petits cristaux, en paillettes ou en aiguilles flexueuses,, pouvant avoir diverses compositions chimiques (muscovite, ou plus rarement paragonite, phengite, pyrophyllite, etc.).
La « séricitisation » est la transformation d'un minéral en séricite.

## Genèse
Les cristaux de séricite sont soit des minéraux d'altération, soit des minéraux de recristallisation dans les roches métamorphiques auxquelles ils donnent leur éclat soyeux (d'où l'étymologie), notamment les séricitoschistes.

## Synonymes
- Épiséricite
- Lépidomorphite